# معاملة المثليين في نيبال
تعد حقوق المثليين والمثليات ومزدوجي التوجه الجنسي والمتحولين جنسياً (اختصاراً: مجتمع الميم) في نيبال من أكثر الحقوق تقدماً في آسيا. يعترف الدستور النيبالي بحقوق المثليين كحقوق أساسية. تعد قوانين حقوق المثليين الحالية في نيبال من أكثر القوانين تسامحًا في آسيا وتتوسع في العديد من الحقوق للنيباليين من مجتمع الميم.
قامت الحكومة النيبالية، بعد نهاية الملكية، بتشريع المثلية الجنسية في جميع أنحاء البلاد في عام 2007 إلى جانب إدخال العديد من القوانين الجديدة. تتضمن هذه القوانين الجديدة صراحةً الحماية على أساس التوجه الجنسي. يتضمن الدستور النيبالي، الذي أقرته الجمعية التأسيسية في 16 سبتمبر 2015، العديد من الأحكام المتعلقة بحقوق الأشخاص من مجتمع الميم. وهي الحق في الاعتراف بجنسهم المفضل على بطاقات هويتهم، وحظر التمييز على أي سبب، بما في ذلك الجنس أو التوجه الجنسي من قبل الدولة والأطراف الخاصة، والأهلية للحصول على حماية خاصة قد ينص عليها القانون، أو استبدال مصطلحات محايدة جنسيا لكل من «ذكر» و «أنثى» و «ابن» و «ابنة»، والحق في الحصول على الخدمات العامة للأقليات الجنسية والجندرية.
بناءً على حكم صادر عن المحكمة العليا في نيبال في أواخر عام 2007، كانت الحكومة تدرس أيضًا تقنين زواج المثليين. وفقًا لعدة مصادر، كان من المتوقع أن يتضمنه الدستور الجديد. على الرغم من أن الدستور يتضمن صراحةً أنه يجب منح المجتمعات «المهمشة» حقوقًا متساوية بموجب القانون ويذكر أيضًا أن المثليين والمثليات ومزدوجي التوجه الجنسي والمتحولين جنسيا في نيبال يندرجون تحت هذه المجموعة المهمشة بشكل خاص، يبدو أنه لا يعالج مسألة تقنين زواج المثليين صراحة.
على الرغم من هذه القوانين والأحكام الداعمة، لا يزال مجتمع الميم يواجهون تمييزًا اجتماعيًا في نيبال، وهناك ضغوط كبيرة للتعايش والزواج من شريك مغاير.

## المصطلحات
يستخدم مصطلح LGBTI بشكل متزايد في نيبال، بدلا من مجرد LGBT، مع I والتي تعني ثنائيي الجنس. يستخدم مصطلح «الجنس والأقليات الجنسية» (باللغة النيبالية: यौनिक तथा लैङ्गिक अल्पसङ्ख्यक) في دستور نيبال. بين النيباليين الشباب، تُستخدم مصطلحات «كوير» (Q) و "MOGAI" (التوجهات المهمشة، والهويات الجندرية، وثنائيي الجنس) (بالإنجليزية: Marginalized Orientations, Gender Identities, and Intersex)‏.

## قانونية النشاط الجنسي المثلي
قبل الانتقال من مملكة نيبال إلى جمهورية نيبال الديمقراطية الاتحادية في عام 2007، كانت العلاقات الجنسية المثلية بين البالغين المتوافقين جريمة. من بين أمور أخرى، كانت شهوة الملابس المغايرة غير قانونية أيضًا بموجب قوانين مختلفة ضد الأخلاق العامة.
يعتبر السن القانزنية للنشاط الجنسي في نيبال 16 عاما، بغض النظر عن الجندر والتوجه الجنسي.

## الاعتراف القانوني بالعلاقات المثلية
زواج المثليين غير قانوني في نيبال.

### سونيل بابو بانت وآخرون ضد حكومة نيبال

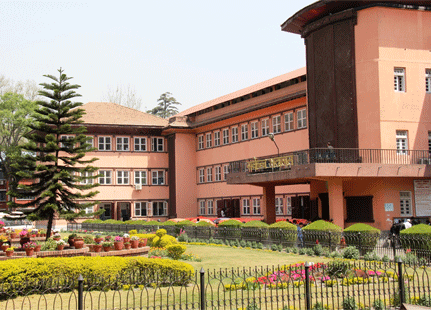
أصدرت المحكمة العليا النيبالية (في الصورة) حكمًا في عام 2007 في قضية سونيل بابو بانت وآخرون ضد حكومة نيبال لصالح حقوق المثليين.

كانت القضية الأولى للمحكمة العليا لعام 2007 هي سونيل بابو بانت وآخرون ضد حكومة نيبال، وهي واحدة من أولى القضايا التي حددت تحولًا في التشريعات المتعلقة بحقوق المثليين في نيبال. بعد مشاركتهم في المظاهرات التي أسقطت النظام الملكي، وجدت جماعات حقوق المثليين أنه قد تم تجاهلها إلى حد كبير من قبل المؤسسة السياسية الحالية، وانتقلت إلى القضاء كوسيلة أكثر فعالية لتأمين حقوقهم. في أبريل 2007، قدم ائتلاف من المنظمات التي تمثل مجتمع المثليين النيبالي التماسًا بموجب المادة 107 (2) من الدستور المؤقت لنيبال.
عبر الالتماس المقدم من جمعية الماسة الزرقاء (بالإنجليزية: Blue Diamond Society)‏ و «ميتني نيبال» (بالإنجليزية: Mitini Nepal)‏ و «كروس آيدز نيبال» (بالإنجليزية: Cruse AIDS Nepal)‏ و «باريكايا نيبال» (بالإنجليزية: Parichaya Nepal)‏ عن «رأي مخالف مع الهياكل أو القواعد المجتمعية السائدة وكذلك الأحكام القانونية التي اعتمدتها الدولة على أساس مصلحة الأغلبية». طلب الالتماس من جمهورية نيبال الديمقراطية الاتحادية أن تعترف رسمياً «بالأفراد المتحولين جنسياً كالجنس الثالث، وأن تحظر أي قوانين تمييزية على أساس التوجه الجنسي والهوية الجندرية، وأن تستثمر الأموال اللازمة لجبر الدولة لضحايا الدولة من العنف والتمييز».
في 21 ديسمبر 2007، قضت المحكمة العليا بأنه يجب على الحكومة الديمقراطية الجديدة سن قوانين لحماية حقوق المثليين وتغيير القوانين القائمة التي تعد بمثابة تمييز. بناءً على مبادئ يوغياكارتا والإجراءات الخاصة لمجلس حقوق الإنسان التابع للأمم المتحدة، خلصت المحكمة إلى أن التوجه الجنسي يجب أن يتم تحديده عن طريق تحديد هوية الفرد وأنه عملية طبيعية بدلاً من اعتباره «نتيجة عقلية وعاطفية أو اضطراب نفسي». على الرغم من عدم تشريع زواج المثليين بشكل صريح، فقد أصدر الحكم تعليمات إلى الحكومة بتشكيل لجنة للنظر في «إلغاء تجريم زواج المثليين وإزالة وصمة العار المتعلقة به».

### الرد على الحكم
تمت صياغة مشروع قانون لتشريع زواج المثليين وكان من المفترض أن يتم تقديمه بحلول عام 2010. في صياغة الدستور النيبالي الجديد، كان من المفترض تقنين زواج المثليين وحماية الأقليات الجنسية. ومع ذلك، فشلت المفاوضات بشأن الدستور الجديد وحل رئيس الوزراء الجمعية التأسيسية في 28 مايو 2012 استعدادًا لإجراء انتخابات جديدة. ونتيجة لذلك، فإن مستقبل معالجة صراحة لزواج المثليين كان غير مؤكد. في نهاية المطاف، تم اعتماد الدستور في عام 2015 لكنه لا يعالج زواج المثليين.
في عام 2019، لا تزال الحكومة تُعد مشروع قانون لتشريع زواج المثليين، على الرغم من أن ناشطي المثليين قد اتهموها بأنها «فاترة» في دعمها. في آب/أغسطس 2018، حث رئيس الوزراء السابق بابورام بهاتاراي الحكومة على تشريع زواج المثليين.
لا يعالج القانون المدني النيبالي الجديد، الذي دخل حيز التنفيذ في أغسطس 2018، زواج المثليين ويحدد على وجه التحديد الزواج بأنه بين زوجين مغايرين فقط. وصف الناشطون القانون المدني بأنه غير دستوري ومخالف للمبادئ التوجيهية للمحكمة العليا، على الرغم من أن الحكومة أكدت أنها تعتزم تقنين زواج المثليين في قانون منفصل.

## الهوية الجندرية والتعبير عنها
أمرت المحكمة العليا بأن تضاف فئة «آخر» أو «أنيا» (باللغة النيبالية: अन्य]]، لتمثل الهويات الأخرى لجميع الوثائق الرسمية للنيباليين لتحديد على هذا النحو أن تعطى وثائق الجنسية لتعكس وضعهم الجديد. بدأت الحكومة في إصدار المواطنة بخيار «الآخر» ("O") لتعكس المتحولين جنسياً على أساس دائم. إن الحصول على الوثائق الرسمية التي تعكس تحديد هوية الأشخاص والعرض الجندري يسمح بتحديد «الجنس الثالث» للأفراد الذين يقومون بفتح حسابات بنكية ولامتلاك الممتلكات والتسجيل في الجامعات. في عام 2008، أصبح «بيشنو أديكاري» أول مواطن نيبالي يسجل رسميًا ضمن فئة «الجنس الثالث»، حيث كان «باردي بون» ثاني مواطن. تشمل الإنجازات القانونية الأخرى السماح للمواطنين بالتسجيل للتصويت كـ«الجنس الثالث».
من أهم المعالم في حقوق المثليين التقدمية الاعتراف الرسمي للمكتب المركزي للإحصاء بخيار «الجنس الثالث» بالإضافة إلى الذكور والإناث في تعداد نيبال لعام 2011. كأول إحصاء وطني في العالم يسرد فئة غير الذكور أو الإناث، فقد سمح للحكومة بالحصول على بيانات عن تعداد «الجنس الثالث» من النيباليين. يوفر التعداد أيضًا جواز سفر وتسجيل بطاقة شحن من مشغل الهواتف النيبالي «نسيل»، وما إلى ذلك بنوع الجنس الثالث أو خيار «آخر». أصبحت مونيكا شاهي أول شخص يحصل على جواز سفر مع فئة الجنس «الآخر». في عام 2015، أصبحت بوميكا شريستا أول امرأة متحولة جنسيًا تسافر بجواز سفر حددها على أنها جنس «آخر».

### طلب الخمس رصاصات بالاعتراف القانوني بالجندر
في 19 كانون الأول/ديسمبر 2018، قدمت خمس منظمات للمثليين «كوير رايتس كولكتيف» (بالإنجليزية: Queer Rights Collective)‏ (باللغة النيبالية: क्वयेर युवा समूह) و «ميتني نيبال» (بالإنجليزية: Mitini Nepal)‏ و«إنكلوزيف فوروم نيبال» (بالإنجليزية: Inclusive Forum Nepal)‏ و «بادي أند داتا» (بالإنجليزية: Body & Data)‏ و «ساهايام نيبال» (بالإنجليزية: Sahaayam Nepal)‏، بالإضافة إلى الناشط ثنائي الجنس إيشان ريغمي والناشطة في مجال حقوق المرأة «مينا سوارناكار» طلبا للجنة شؤون الدولة والحكم الرشيد في البرلمان الاتحادي في نيبال، مع العديد من التوصيات. وطالبوا بمزيد من حقوق تقرير المصير للأفراد المتحولين جنسيا، وسهولة الوصول إلى وثائق الهوية التي تعكس هويتهم الجندرية والسماح للأفراد بترك علامة الجنس فارغة. كما طلبوا إضافة هويات أخرى إلى جانب «الآخر» ("O"). تمت مشاركة الهاشتاج #GSM5bude على وسائل التواصل الاجتماعي من قبل «كوير رايتس كولكتيف» (بالإنجليزية: Queer Rights Collective)‏ لنشر الوعي. انتقد بعض النشطاء والشباب من مجتمع الميم ما يسمونه «ثلاثي الجنس»، وبدلاً من ذلك ينادون بتقرير المصير الكامل. في عام 2019، اتخذت الناشطة في حقوق المثليين روكسانا كابالي موقفا ضد وصفها بأنها من «الجنس الثالث».

### الاعتراف بالجندر
لدى نيبال، على غرار الهند، بنغلاديش وباكستان، المجتمع للجنس ثالث أصلي نشط، ينظر إليه من قبل المجتمع على أساس أنهم ليسوا ذكورا وليسوا إناثا. يتم تعيين مثل هؤلاء الأفراد، والمعروفين باسم «ميتيس» (بالإنجليزية: metis)‏، ذكورًا عند الولادة، ولكنهم عادةً ما يتصرفون ويلبسون كأنثى. على الرغم من أن ميتيس (باللغة النيبالية:मेटी) كان لهم تقليديا أدوار مهمة في حفلات الزفاف أو عند ولادة طفل لدرء الأرواح الشريرة، فإنهم يواجهون الآن بانتظام التمييز في التعليم والصحة والسكن والتوظيف. يشار إليها غالبًا باسم المتحولين جنسياً في منشورات اللغة الإنجليزية. يستخدم المصطلح «فولومولو» (بالإنجليزية: fulumulu)‏ (باللغة النيبالية: फुलुमुलु) في شرق نيبال. بين «شعب غورونغ» هناك تقليد من الرجال يدعى «مارونيس» (بالإنجليزية: maarunis)‏ الذين يرقصون في ملابس النساء، عادة في الثكنات أو في القصور الملكية، ويعتقد أنهم يجلبون الحظ السعيد.
في عام 2007، أنشأت المحكمة العليا قانونا فئة الجنس يسمى ب«الآخر». ذكرت المحكمة العليا النيبالية أن معايير تحديد جنس الفرد تستند إلى تحديد هوية الفرد ذاته.
قد يكون قرار المحكمة العليا بتطبيق «الجنس الثالث» ناشئًا عن الإقرار المعاصر الذي طال أمده بالأشخاص المتنوعين جندريا والمعروفين باسم «ميتيس» بالإضافة إلى التقاليد الدينية التي تحترم الشخصيات المتنوعين جندريا. من منظور عالمي، يتناقض قرار المحكمة العليا في نيبال حينها أيضًا مع تطورات الهند المجاورة في إحياء قانون مجرم للسدومية يعود الحقبة الاستعمارية يجرّم ممارسة الجنس المثلي. ومع ذلك، في البلدان/الأقاليم الآسيوية الأخرى مثل هونغ كونغ، ماليزيا وباكستان، كانت هناك اتجاه في القرارات القضائية التقدمية حول حقوق المثليين.
يسمح القانون النيبالي فقط بتغيير علامات النوع الاجتماعي من "M" (ذكر) أو "F" (أنثى) إلى "O". لا توجد أحكام تسمح للنساء المتحولين جنسيا بالحصول على علامة "F" (أنثى) أو الرجال المتحولين جنسيا الذين يحملون علامة "M" (ذكر).

## أحكام دستور 2015
في سبتمبر 2015، تمت الموافقة على العديد من المواد الدستورية التي تذكر حقوق المثليين في الدستور الجديد للبلاد من قبل البرلمان بعد مداولات طويلة. وتشمل هذه، على سبيل المثال لا الحصر:
- تنص المادة 12 من الدستور الجديد على أن للناس الحق في الحصول على بطاقة هوية تعكس جنسهم المفضل.
- تغطي المادة 18 حقوق المساواة وتذكر أن الدولة «لن تميز [ضد] أي مواطنين على أساس الأصل أو الدين أو العرق أو الطبقة أو القبيلة أو الجنس أو اللغة أو الإدانة الأيديولوجية أو أي وضع آخر».
- تسرد المادة 18 أيضًا المثليين من بين الفئات المهمشة المعترف بها في الدستور.

- عوضت المادة 18 أيضًا محل اللغة في الدستور القديم التي تشير إلى «الذكور والإناث» و «الابن أو الابنة» بمصطلحات محايدة جنسيا.

تسرد المادة 42 من الدستور الجديد «الأقليات الجنسية والجندرية» بين المجموعات التي سيكون لها الحق في المشاركة في آليات الدولة والخدمات العامة القائمة على «مبدأ الإدماج».
دخل الدستور حيز التنفيذ في 20 سبتمبر 2015.

## ظروف الحياة

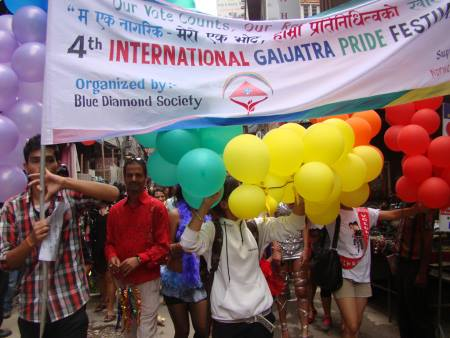
مهرجان فخر المثليين في نيبال في عام 2013

### المجتمع
في حين أن المشهد السياسي النيبالي قد تغير بسرعة في العقد الماضي، فإن الكثير من التشريعات التقدمية لم يتم تنفيذها على مستوى المجتمع. تنبع أدوار الجنسين النيبالية التقليدية من المثل العليا الصلبة القائمة على الجنس البيولوجي الذي ينبذ أي شخص فشل في الامتثال. قد تؤدي هذه المعايير إلى وصم أي من النيباليين من مجتمع الميم الذين يختارون كونهم خارج أدوار النوع الاجتماعي، لكنه يؤثر على النساء من مجتمع الميم في نيبال أكثر من غيرهم، حيث من المتوقع أن تتفق النساء أكثر من الرجال في التوقعات المجتمعية لزواج المغايرين..
ومع ذلك، تسعى منظمات حقوق المثليين مثل جمعية الماسة الزرقاء (باللغة النيبالية: नील हीरा समाज)، التي تم تأسيسها في عام 2001، إلى تمثيل مجتمع الميم في نيبال سياسياً وتقديم المساعدة في مجال الصحة الجنسية في المجتمع. يوجد في كاتماندو مركز صغير مع اختبار مجاني لفيروس نقص المناعة البشرية إلى جانب أكثر من 50 فرعًا مختلفًا من المنظمة في جميع أنحاء البلاد. منظمات أخرى مثل «ميتني نيبال» (بالإنجليزية: Mitini Nepal)‏ (باللغة النيبالية: मितिनि नेपाल) وباريتشايا ساماج (بالإنجليزية: Parichaya Samaj)‏
و ساهايام نيبال (بالإنجليزية: Sahaayam Nepal)‏ موجودة أيضًا لتوفير الموارد لمجتمع الميم. أصبحت وسائل الإعلام والجمهور أكثر تعاطفا مع حقوق المثليين منذ أن أصبحت الجرائم المعادية للمثليين والجرائم ضد أعضاء جمعية الماسة الزرقاء علنية وبعد أن بدأوا برنامجهم الإذاعي المسمى «باهيتشان» (بالإنجليزية: "Pahichan")‏، وهو برنامج يناقش حقوق الأقليات الجنسية والجندرية.
فخر نيبال هو حدث سنوي لمجتمع الميم يعقد في كاتماندو. تم عقده لأول مرة في عام 2001، وحضره 49 شخصًا، وكان معظمهم يرتدون أقنعة لتجنب الاعتراف بهم. في السنوات الأخيرة، جذب الحدث حوالي 1500 شخص. يتزامن ذلك عن قصد مع مهرجان «غاي جاترا»، أحد أقدم المهرجانات التي يتم الاحتفال بها في وادي كاتماندو.

#### العنف
يمثل العنف القائم ضد الأشخاص لمتحولين جنسياً مشكلة خطيرة في نيبال حيث غالباً ما يجدون أنفسهم عرضة للعنف العام والمحلي على حد سواء الذي يشكل التمييز وإساءة معاملة في مكان العمل وفي المنزل وفي أماكن أخرى. تُعزى أسباب العنف القائم على الجندر إلى حد كبير إلى التابوهات الاجتماعية والخرافات والمعتقدات الراسخة بعمق التي تنشر المواقف المهينة تجاه الأقليات الجنسية والجندرية. ينبع العنف أيضًا من تطبيق القانون مثل قوة الشرطة، حيث يبلغ العديد من الأفراد من مجتمع الميم عن تعرضهم للضرب المبرح والتفتيش الجسدي والاحتجاز غير المبرر. وبالمثل، أشارت النتائج المستمدة من رصد مركز خدمات القطاع غير الرسمي للوضع إلى أن إخضاع النساء للعنف المنزلي كان يعتبر ممارسة تقليدية عميقة الجذور.
تظهر نتائج الاستطلاعات أيضا أن 20-23% من النساء المتحولات جنسيا في نيبال ينظرون إلى العنف المنزلي على أنه مقبول. على الرغم من الجهود التي بذلتها مختلف المنظمات غير الحكومية المعنية بحقوق الإنسان وبحقوق المثليين، إلى جانب وكالات المعونة الدولية، للضغط من أجل القضاء على العنف من خلال تنفيذ تدابير أكثر فعالية. يتم توجيه الشكاوى المقدمة من نشطاء حقوق المتحولين جنسياً نحو الجهود غير المكلفة التي تبذلها وكالات إنفاذ القانون التي يتم فيها تسوية النزاعات دون توجيه أي تهم ضد الجناة.

### التعليم
أوصى برنامج الأمم المتحدة الإنمائي بأن تدمج نيبال هذه المثل العليا في نظام التعليم لضمان جودة التعليم الشامل والعادل:
- مطالبة جميع المدارس وموفري التعليم الآخرين بتبني سياسات لمكافحة التنمر لحماية الطلاب من مجتمع الميم، وضمان حصول المعلمين على تدريب حول كيفية الاستجابة للمضايقات ذات طابع رهاب المثلية وطابع رهاب التحول الجنسي.
- دمج التعليم حول التوجه الجنسي والهوية الجندرية والتعبير عنها وحالة ثنائية الجنس في المناهج الدراسية بطرق مناسبة للفئة العمرية.
- توفير التثقيف الجنسي غير التمييزي لمعالجة التابوهات التي تحيط بالجنس والتوجه الجنسي، والهوية الجندرية والتعبير عنها وتزويد المراهقين بإمكانية الوصول إلى معلومات دقيقة عن تنوع الجنس والهويات الجندرية والاختلافات الجنسية.
- الاعتراف بحق الطلاب في حرية التعبير عن الجندر في البيئة المدرسية. يجب السماح للطلاب بارتداء الزي الرسمي والتعبير عن مظهر يتوافق مع الجنس الذي يحددونه.
- منح جميع الطلاب، بما في ذلك الطلاب المتحولين جنسياً وثنائيي الجنس، الوصول إلى المراحيض الآمنة ومرافق الحمام.
- وضع سياسات وممارسات لدعم الطلاب المتحولين جنسياً الذين يتحولون جنسيا أثناء تواجدهم في المدرسة، بما في ذلك عن طريق ضمان حقوقهم في الخصوصية والكرامة والاحترام، وتمكين تعديل اسمهم ونوع الجنس أو الجندر في سجلات المدرسة.
- توفير الموارد التعليمية لأولياء أمور الأطفال من مجتمع الميم
- نفذ مجلس التعليم النيبالي معلومات حول التنوع الجنسي والجندر في المناهج الدراسية للصفوف 7-9 (العمر 13-15)، مما يجعل نيبال الدولة الآسيوية الثانية، بعد منغوليا، التي تطبق هذا.[36] تمتلك الجامعات أيضًا دورات حول قضايا المثليين.

ومع ذلك، لا يزال العديد من أطفال مجتمع الميم يواجهون التمييز وغير قادرين على إكمال تعليمهم بسبب «التهديدات والتنمر والإهمال من زملائهم الطلاب والمدرسين على حد سواء.» علاوة على ذلك، يواجه النيباليون المتحولون جنسياً عنفًا شديدًا قائمًا على النوع الاجتماعي ولا يمكنهم الحصول على التعليم المناسب، خاصة في المناطق الريفية.
في عام 2018، رفضت جامعة تريبوفان قبول طالبة متحولة جنسيا، روكسانا كابالي، بسبب هويتها الجندرية. بدأ هاشتاج #TransExclusionistTU بدأت على وسائل التواصل الاجتماعي بعد ذلك بوقت قصير للاحتجاج على التمييز القائم على أساس الجندر. تدعو العديد من منظمات المثليين إلى إدراج المتحولين جنسياً في التعليم.

#### معدل الإلمام بالقراءة والكتابة بين الأشخاص مم الجنس الثالث
لا تزال معدلات الإلمام بالقراءة والكتابة لدى الأشخاص «الجنس الثالث» في نيبال منخفضة للغاية. في عام 2014، طلبت جمعية الماسة الزرقاء تنفيذ القواعد التعليمية التي قد تجلب القبول إلى «الجنس الثالث»، حيث يواجهون عنفًا شديدًا على أساس الجندر وهذا يحد بشكل كبير من قدرتهم على الذهاب إلى المدرسة أو تلقي التعليم المناسب.

### السياسة
كان هناك مستوى متزايد من المشاركة في الساحة السياسية من قبل السياسيين من مجتمع المثليين بشكل علني مثل سونيل بابو بانت، أول برلماني مثلي الجنس علنيًا في آسيا. كان بانت نائبا في برلمان نيبال من 2008-2012. كان بانت أيضًا أحد الخبراء الـ27 في الاجتماع الذي عزز مبادئ يوغياكارتا.
ومع ذلك، أدلى الحزب الشيوعي النيبالي الماوي عدة تصريحات تتصف بطابع رهاب المثلية خلال الحرب الأهلية. حتى عام 2007، كان أعضاء الحزب يصفون المثلية الجنسية بأنها «إنتاج للرأسمالية» التي «لا وجود لها في ظل الاشتراكية»، والأشخاص من مجتمع الميم ك«ملوثات اجتماعية». منذ عام 2008، مع نهاية الحرب الأهلية وبداية الديمقراطية متعددة الأحزاب، أعلن الحزب الماوي عن دعنه لحقوق المثليين.

### الصحة
يصيب وباء فيروس نقص المناعة البشرية/الإيدز النيباليين في جميع المجالات، مع كون الرجال الذين يمارسون الجنس مع الرجال أكثر من خمس السكان المتضررين (21.6٪ من جميع الحالات). كما يُحرم الشريكات من المثليات من الحصول على الإخصاب خارج الرحم. في جميع أنحاء البلاد، هناك نقص حاد في الوصول إلى الرعاية الصحية الشاملة وكذلك نقص البحوث حول الاحتياجات العقلية والجسدية والإنجابية لمجتمع المثليين.

### السياحة
قام مجلس السياحة النيبالي بوضع خطط للترويج لنيبال كوجهة سياحية صديقة للمثليين. تم عقد مؤتمر لسياحة المثليين في فبراير 2010. تم إجراء تدريب حول الحساسية في أماكن مختارة للتموين والضيافة.

## منظمات المثليين البارزة والشخصيات والأحداث في نيبال

### المنظمات
توجد عديد منظمات المثليين في نيبال. وتشمل هذه:
- جمعية الماسة الزرقاء
- ميتيني نيبال (بالإنجليزية: Mitini Nepal)‏، وهي منظمة للنساء المثليات ومزدوجات التوجه الجنسي والمتحولات جنسياً[52]
- منتدى نيبال الشامل[53] (بالإنجليزية: Inclusive Forum Nepal)‏
- ساهايام نيبال (بالإنجليزية: Sahaayam Nepal)‏، والتي تعمل في «الصحة الجنسية والإنجابية وحقوق الشباب النيبالي، ويوفر ورش عمل شاملة للتثقيف الجنسي في المدارس والكليات»[54]
- «كوير رايتس كولكتيف نيبال» (بالإنجليزية: Queer Rights Collective Nepal)‏، «منظمة للنشطاء من أجل حقوق الأشخاص من مجتمع الميم في نيبال».[55]
- مجموعة الشباب الكويريين (بالإنجليزية: Queer Youth Group)‏، مجموعة شباب المثليين[55]
- «بادي اند داتا» (بالإنجليزية: Body & Data)‏، التي تركز على «إنشاء إنترنت مجاني ومنفتح وعادل يحترم استقلال الأفراد ويدعم كرامتهم»
- «إنترسكس إنيشياتيف نيبال» (بالإنجليزية: Intersex Initiative Nepal)‏، وهي مجموعة لحقوق ثنائيي الجنس
- «اتحاد الأقليات الجنسية والجندرية»[56] (بالإنجليزية: Federation of Gender and Sexual Minorities)‏
- «باريشايا ساماج»، (بالإنجليزية: Parichaya Samaj)‏ التي أنشئت «لمتابعة حقوق الإنسان والوقاية من فيروس نقص المناعة البشرية ورعاية الأقليات الجنسية والجندرية في نيبال»
- "#NotTheThirdSex"، وهي مجموعة تشكلت ضد تصنيف الأشخاص المتحولين جنسياً على أنهم «جنس ثالث».

«نيوا جي اس ام» (بالإنجليزية: Newa GSM)‏ (باللغة النيبالية: जाः व यचा म्ह्वःल्या)
الأقليات الجنسية والجندرية من القوميات الأصلية في نيبال
وتوجد مجموعات أصغر أخرى، بما في ذلك بعض التجمعات إلى أقليات لغوية ودينية مثل شعب نيوار والمسلمين، وكذلك النيباليين الذين يعيشون في الخارج.

### شخصيات مهمة
- لاكشمي غلان، ناشطة مثلية، رئيسة ومؤسسة جمعيى «ميتيني نيبال» (بالإنجليزية: Mitini Nepal)‏
- بينكي غورونغ، ناشطة في حقوق «الجنس الثالث»
- روكشانا كبلي، ناشطة متحولة جنسيا من شعب نيوار[57]
- إنجيل لاما، ملكة جمال المتحولين جنسيا نيبال (ملكة جمال الوردي) 2018
- أنجالي لاما، عارض متحول جنسيا
- ليكس ليمبو، بريطاني من أصل نيبالي، مدون مثلي الجنس
- سومان بانت، التي أسست قضيتها أمام المحكمة العليا سابقة للحصول على تأشيرة زوجية بين الشركاء والأزواج المثليين[58]
- سونيل بابو بانت، أول مشرع مثلي الجنس في نيبال وآسيا
- ايسان ريجمى، ناشط في حقوق ثنائي الجنس
- بوميكا شريستا، ناشطة في حقوق «الجنس الثالث»
- ساروج تامانغ، يوتيوبر مثلي الجنس

### الأحداث
تقام العديد من الأحداث المتعلقة بمجتمع الميم في نيبال. ويشمل ذلك مسيرة فخر نيبال الرئيسية في 29 يونيو واليوم الوطني للأقليات الجنسية والجندرية.يتم الاحتفال أيضل بالأحداث الدولية مثل اليوم العالمي لوضوح المتحولين جنسيا، واليوم الوطني للافصاح عن الميول المثلية ويوم ذكرى المتحولين جنسيا.
وتشمل العديد من الفعاليات الصغرى مثل يوم التوعية باللاجنسية (النصف الثاني من أكتوبر)، يوم التوعية بازدواجية التوجه الجنسي (23 سبتمبر)، يوم التوعية بمجتمع الهجرة (17 نيسان) ويوم التوعية بثنائية الجنس (26 أكتوبر). كما يتم الاحتفال بـ «اليوم الدولي للرجال الذين ينجذبون إلى النساء المتحولات جنسيا» في 5 أبريل.

### وسائل الإعلام والمنشورات
- «المصطلحات الجنسية والجندرية»، كتاب مكتوب بلغة نيوار للكاتبة روكشانا كابالي[60][61][62]
- «تيسرولينغي كو أتماكاثا» ("Tesrolingi Ko Atmakatha")، السيرة الذاتية للكاتب بوميكا شريستا، وهو ناشط في حقوق «الجنس الثالث»[63][64]
- «مجموعة بثلاث لغات من المصطلحات الجنسية والجندرية»، كتاب باللغة الإنجليزية، لغة نيوار واللغة النيبالية كتبته روكشنانا كبلي.[65][66]

## حركة حقوق المثليين
تتكون حركة المثليين في نيبال من مدرستين تدعى «المدرسة القديمة» و «المدرسة الجديدة».

### المدرسة القديمة
بدأت حركة المدرسة القديمة (باللغة النيبالية: पुरातनवादी धार) في عام 2001 بتأسيس جمعية الماسة الزرقاء. وتدعو إلى الحقوق الجنس الثالث، ضد استخدام جراحة إعادة تحديد الجنس، وتطالب بوثائق الهوية التي تعكس جنس المتحولين جنسياً، وزواج المثليين، ويقال إن «يقسم الجنس والتوجه الجنسي» إلى ثلاثة «(الذكور والإناث والجنس الثالث؛ مغايرة جنسية، مثلية جنسية وازدواجية التوجه الجنسي)».

### المدرسة الجديدة
بدأت حركة المدرسة الجديدة (باللغة النيبالية: नयाँ धार) في ديسمبر 2018، مع إنشاء كوير رايتس كولكتيف (بالإنجليزية: Queer Rights Collective)‏. كانت بداية طلب استخدام مصطلحات "MOGAI" أو "queer" بدلاً من "LGBT"، والاعتراف بهويات الجندر الأخرى، وتقرير المصير الكامل للهوية الجندرية (في الوثائق الرسمية، وما إلى ذلك). يصف الحركة المدرسة الجديدة نفسها على أنها علمانية ومتعددة الجوانب. علاوة على ذلك، تعتبر الجندر «طيفًا».

## ملخص
| قانونية النشاط الجنسي المثلي                                                                  | (منذ عام 2007)                      |
| المساواة في السن القانوني للنشاط الجنسي                                                       | (منذ عام 2007)                      |
| قوانين مكافحة التمييز في التوظيف                                                              | (منذ عام 2015)                      |
| قوانين مكافحة التمييز في توفير السلع والخدمات                                                 | (منذ عام 2015)                      |
| قوانين مكافحة التمييز في جميع المجالات الأخرى (تتضمن التمييز غير المباشر، خطاب الكراهية)      | (منذ عام 2015)                      |
| قوانين مكافحة أشكال التمييز المعنية بالهوية الجندرية                                          | (منذ عام 2015)                      |
| زواج المثليين                                                                                 | (مقترح)                             |
| الاعتراف القانوني بالعلاقات المثلية                                                           | (مقترح)                             |
| تبني أحد الشريكين للطفل البيولوجي للشريك الآخر                                                | No                                  |
| التبني المشترك للأزواج المثليين                                                               | No                                  |
| يسمح للمثليين والمثليات ومزدوجي التوجه الجنسي والمتحولين جنسيا بالخدمة علناً في القوات المسلحة | (منذ عام 2007)                      |
| الحق بتغيير الجنس القانوني                                                                    | No                                  |
| الاعتراف بالجنس الثالث                                                                        | (منذ عام 2011)                      |
| علاج التحويل محظور على القاصرين                                                               | No                                  |
| الحصول على أطفال أنابيب للمثليات                                                              | No                                  |
| الأمومة التلقائية للطفل بعد الولادة                                                           | No                                  |
| تأجير الأرحام التجاري للأزواج المثليين من الذكور                                              | (غير قانوني للأزواج المغايرين كذلك) |
| السماح للرجال الذين مارسوا الجنس الشرجي التبرع بالدم                                          | Yes                                 |